# Stélios Manolás
Stylianós Manolás (grec moderne : Στυλιανός Μανωλάς ou Stélios Manolás (Στέλιος Μανωλάς ; né le 13 juillet 1961 à Galátsi) est un footballeur grec ayant joué au poste de défenseur.
Il est resté fidèle toute sa carrière à son club de l'AEK, avec lequel il a disputé 436 matches de 1980 à 1998 et remporté 4 titres de champion de Grèce et 3 coupes de Grèce.
Il a été international grec à 71 reprises (6 buts) et a disputé la coupe du monde 1994 aux États-Unis. il est le défenseur grec le plus capé derrière Strátos Apostolákis (96 sélections).
Manolás est ensuite devenu entraîneur, notamment de l'équipe de Grèce des moins de 21 ans.